# Ryska avantgardet

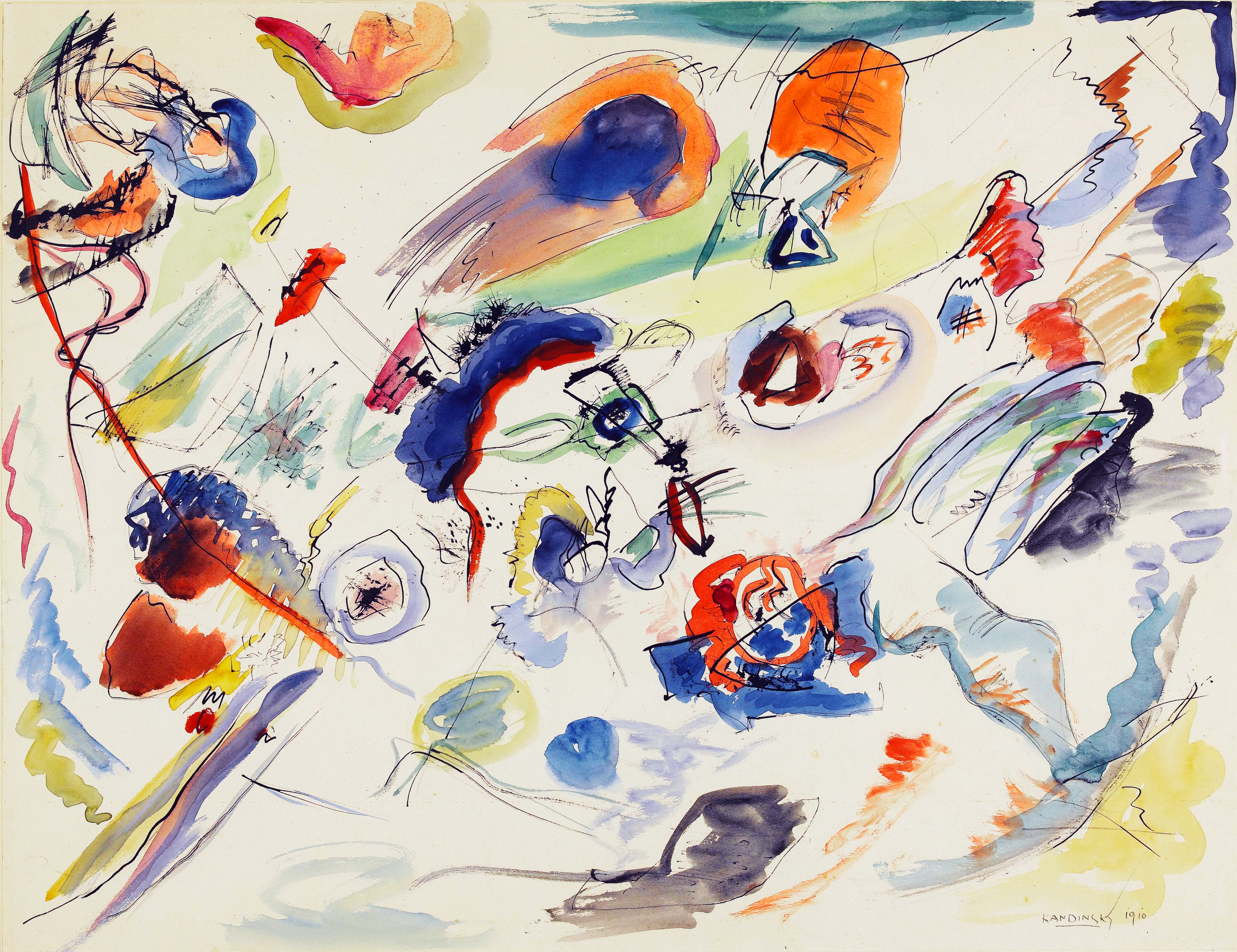
Abstrakt konst. Vasily Kandinsky, Kandinskys första abstrakta akvarell, 1910.

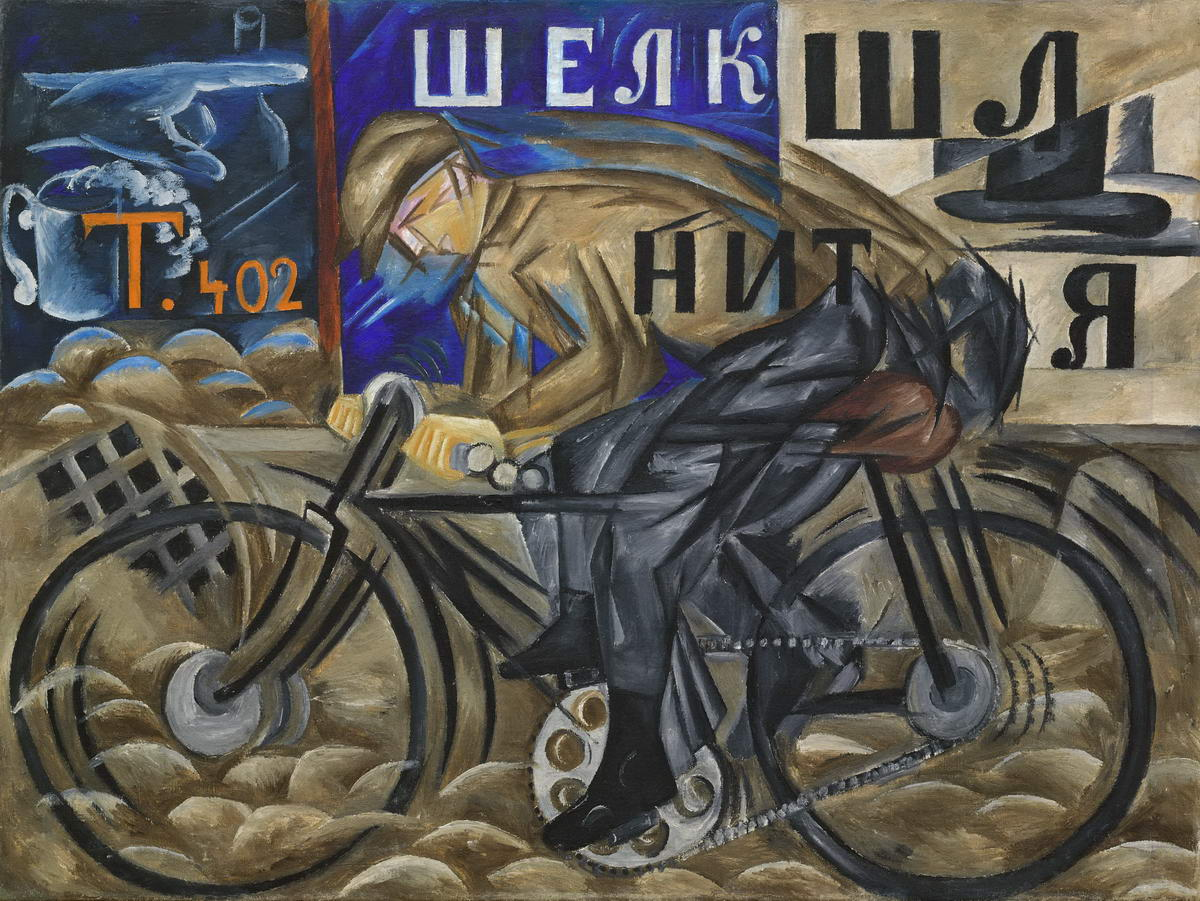
Rysk Futurism. Natalja Gontjarova, Velosipedist (Велосипедист, 'Cyklist'), 1913

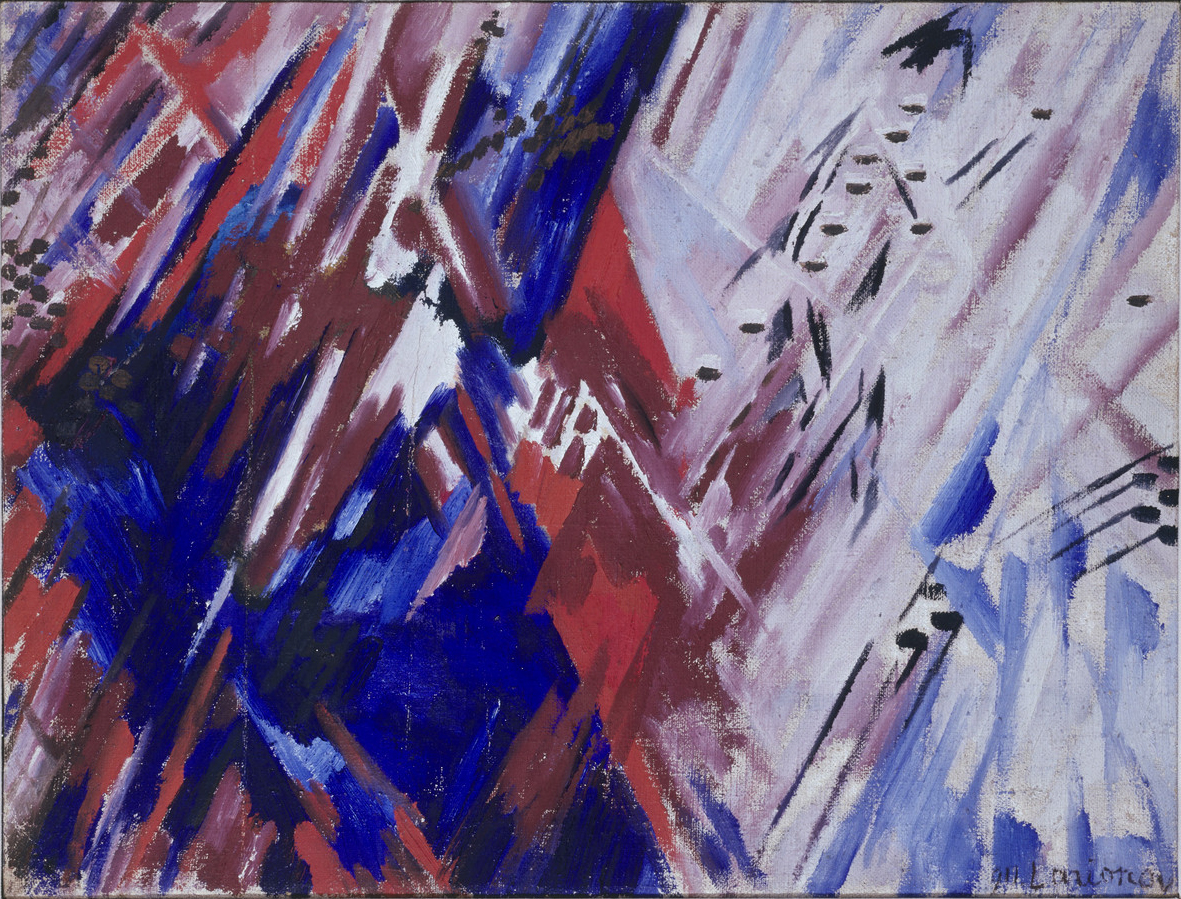
Rayonism. Mikhail Larionov, Krasno-sinij lutjizm (Красно-синий лучизм, 'Röda och blå strålar'), 1913.

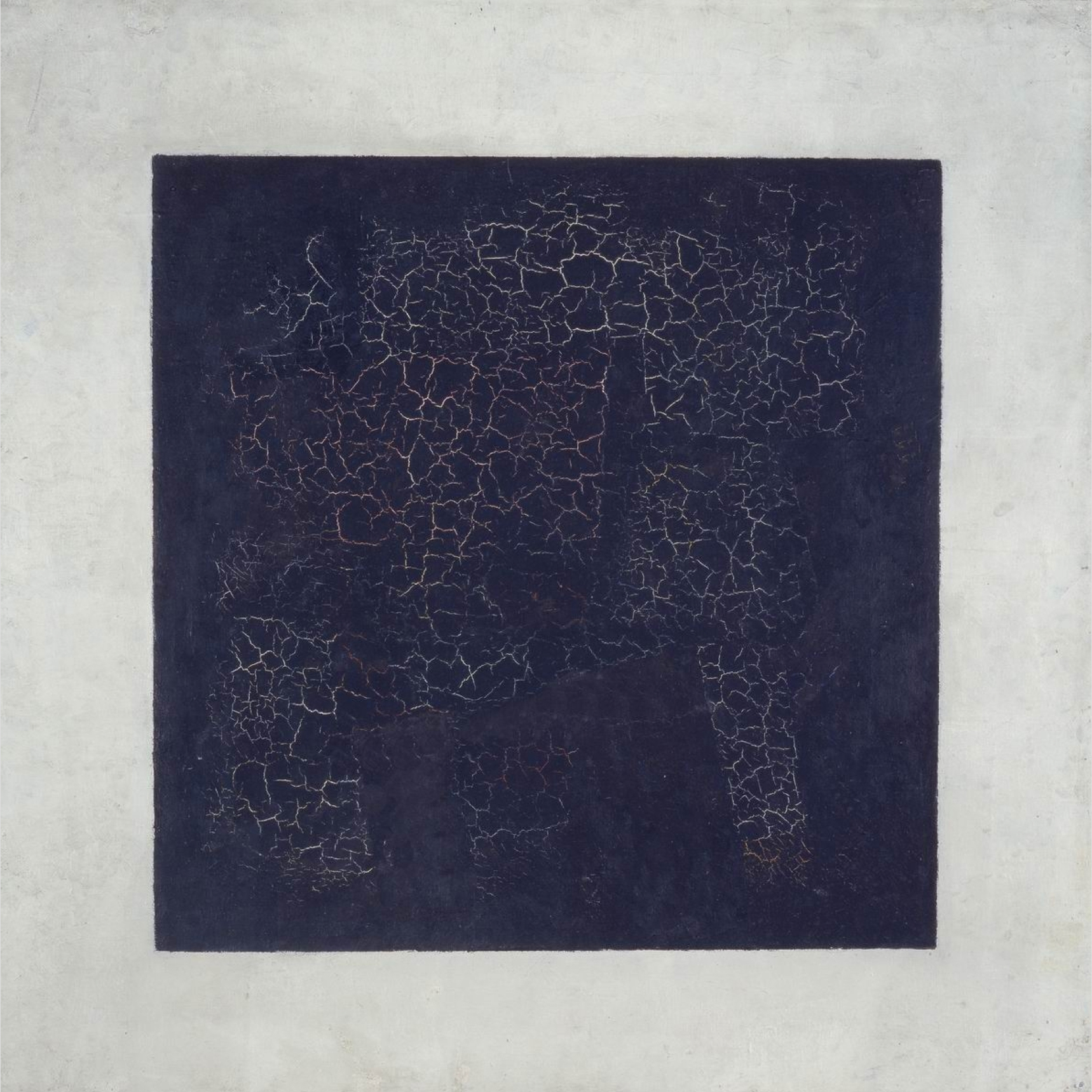
Suprematism. Kazimir Malevich, Tjornyj kvadrat (Черный квадрат, 'Svart fyrkant'), 1915

Det ryska avantgardet var en stor inflytelserik strömning inom den avantgardistiska moderna konsten som förekom i kejsardömet Ryssland och Sovjetunionen, ungefär från 1890 till 1930, men det har även hävdats att den började så tidigt som 1850 och avslutades först kring 1960. Begreppet omfattar många separata, men oupplösligt sammanflätade konströrelser från tiden, som suprematism, konstruktivism, futurism, kubofuturism, Zaum och neoprimitivism. Eftersom flera av konstnärerna, som ofta omfattas av begreppet var födda och uppvuxna i dagens Ukraina och Vitryssland, så som Kazimir Malevitj, Alexandra Exter, Vladimir Tatlin, Vasilij Kandinskij, David Burljuk, Alexander Archipenko), förekommer även begreppet ukrainskt avantgarde.
Den ryska avantgardet nådde sin kreativa höjdpunkt mellan ryska revolutionen 1917 och 1932, då avantgardets idéer kolliderade med den nya statligt understödda konstriktningen socialistisk realism.

## Konstnärer och formgivare
Framstående personer under perioden inkluderar:
- Alexander Archipenko
- Vladimir Baranoff-Rossine
- Oleksandr Bohomazov
- David Burljuk
- Vladimir Burljuk
- Marc Chagall
- Ilja Tjasjnik
- Alexandra Exter
- Robert Falk
- Moisej Fejgin
- Pavel Filonov
- Artur Fonvizin
- Naum Gabo
- Nina Genke-Meller
- Natalja Gontjarova
- Jelena Guro
- Vasilij Kandinskij
- Lazar Chidekel
- Ivan Kljun
- Gustav Klutsis
- Pjotr Kontjalovskij
- Eugène Konopatzky
- Sergej Koljada
- Aleksandr Kuprin
- Michail Larionov
- Aristarch Lentulov
- El Lisitskij
- Kazimir Malevitj
- Paul Mansouroff
- Ilja Masjkov
- Michail Matiusjin
- Vadim Meller
- Adolf Milman
- Solomon Nikritin
- Aleksandr Osmerkin
- Ljubov Popova
- Ivan Puni
- Kliment Redko
- Aleksej Remizov
- Aleksandr Rodtjenko
- Olga Rozanova
- Léopold Survage
- Varvara Stepanova
- Georgij och Vladimir Stenberg
- Vladimir Tatlin
- Nadezjda Udaltsova
- Vasyl Jermylov
- Ilja Zdanevitj
- Aleksandr Zjdanov

## Tidskrifter
- LEF
- Mir iskusstva

## Filmskapare
- Grigorij Aleksandrov
- Boris Barnet
- Aleksandr Dovzjenko
- Sergej Eisenstein
- Lev Kulesjov
- Jakov Protazanov
- Vsevolod Pudovkin
- Dziga Vertov

## Författare
- Andrej Belyj
- Jelena Guro
- Velimir Chlebnikov
- Daniil Charms
- Aleksej Krutjonych
- Vladimir Majakovskij
- Viktor Sjklovskij
- Sergei Tretyakov
- Marina Tsvetajeva
- Sergej Jesenin
- Ilia Zdanevitch

## Teaterregissörer
- Vsevolod Meyerhold
- Nikolaj Jevreinov
- Jevgenij Vachtangov
- Sergej Eisenstein

## Arkitekter
- Jakov Tjernichov
- Moisej Ginzburg
- Ilja Golosov
- Ivan Leonidov
- Konstantin Melnikov
- Vladimir Sjuchov
- Aleksandr Vesnin

## Kompositörer
- Samuil Feinberg
- Arthur Lourié
- Michail Matiusjin
- Nikolaj Medtner
- Aleksandr Mosolov
- Nikolaj Mjaskovskij
- Nikolaj Obuchov
- Gavriil Popov
- Sergej Prokofjev
- Nikolaj Roslavets
- Leonid Sabaneïev
- Aleksandr Skrjabin
- Vissarion Sjebalin
- Dmitrij Sjostakovitj

## Bildgalleri

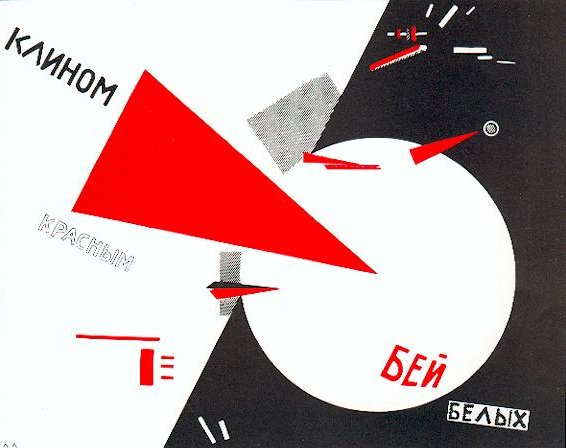
Proletkult. El Lissitzky, Klinom krasnym bej belych, (Клином красным бей белых, 'Besegra de vita med den röda kilen'), 1919.
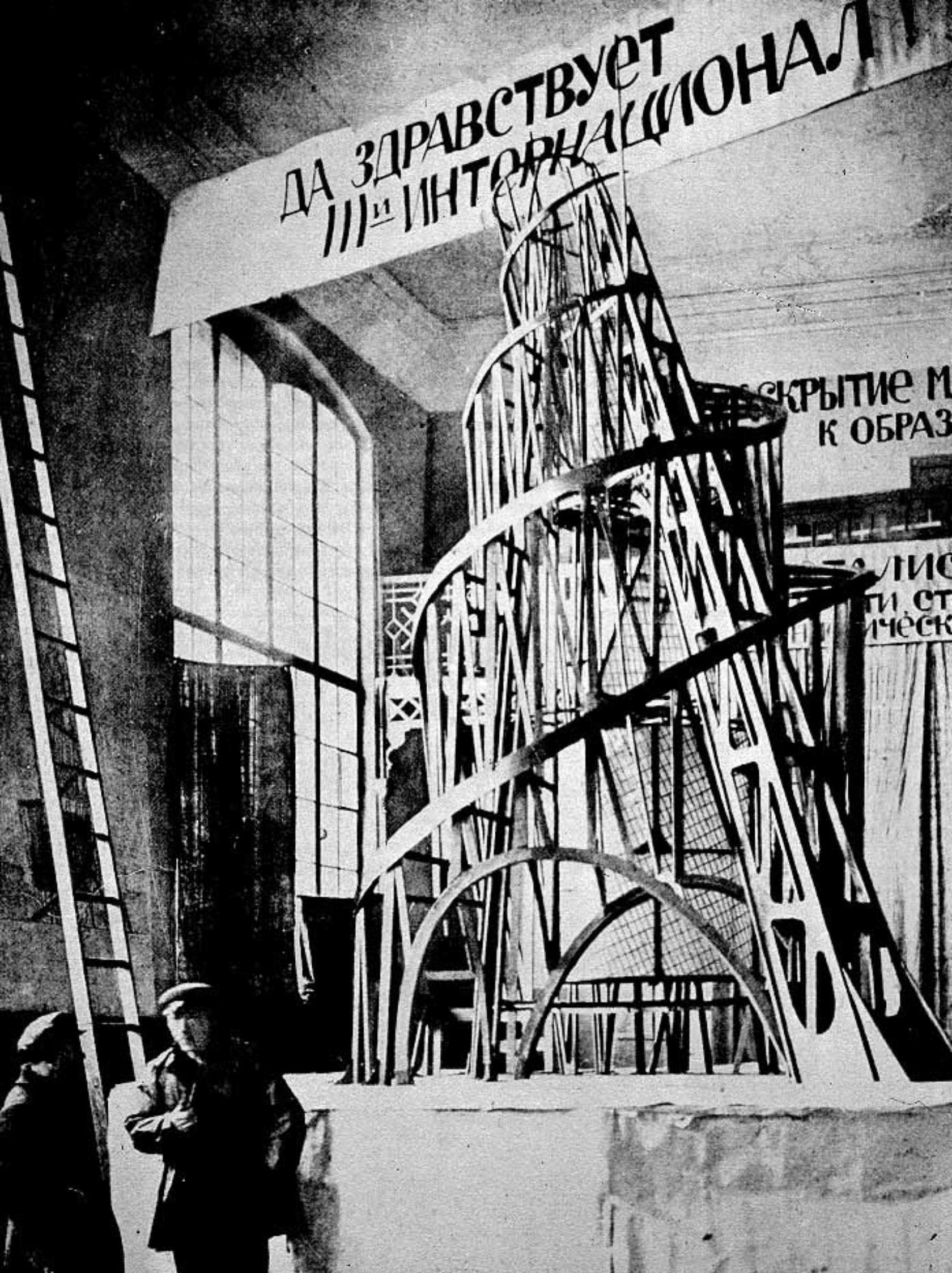
Konstruktivistisk arkitektur. Vladimir Tatlin, Monument för den tredje internationalen, 1919.
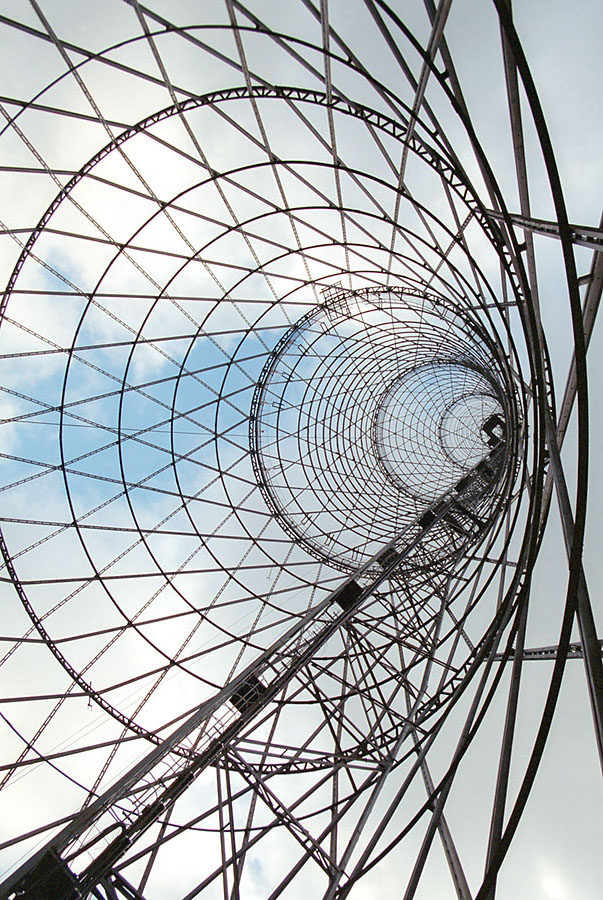
Konstruktivistisk arkitektur. Vladimir Sjuchov, Sjuchovtornet, 1922.
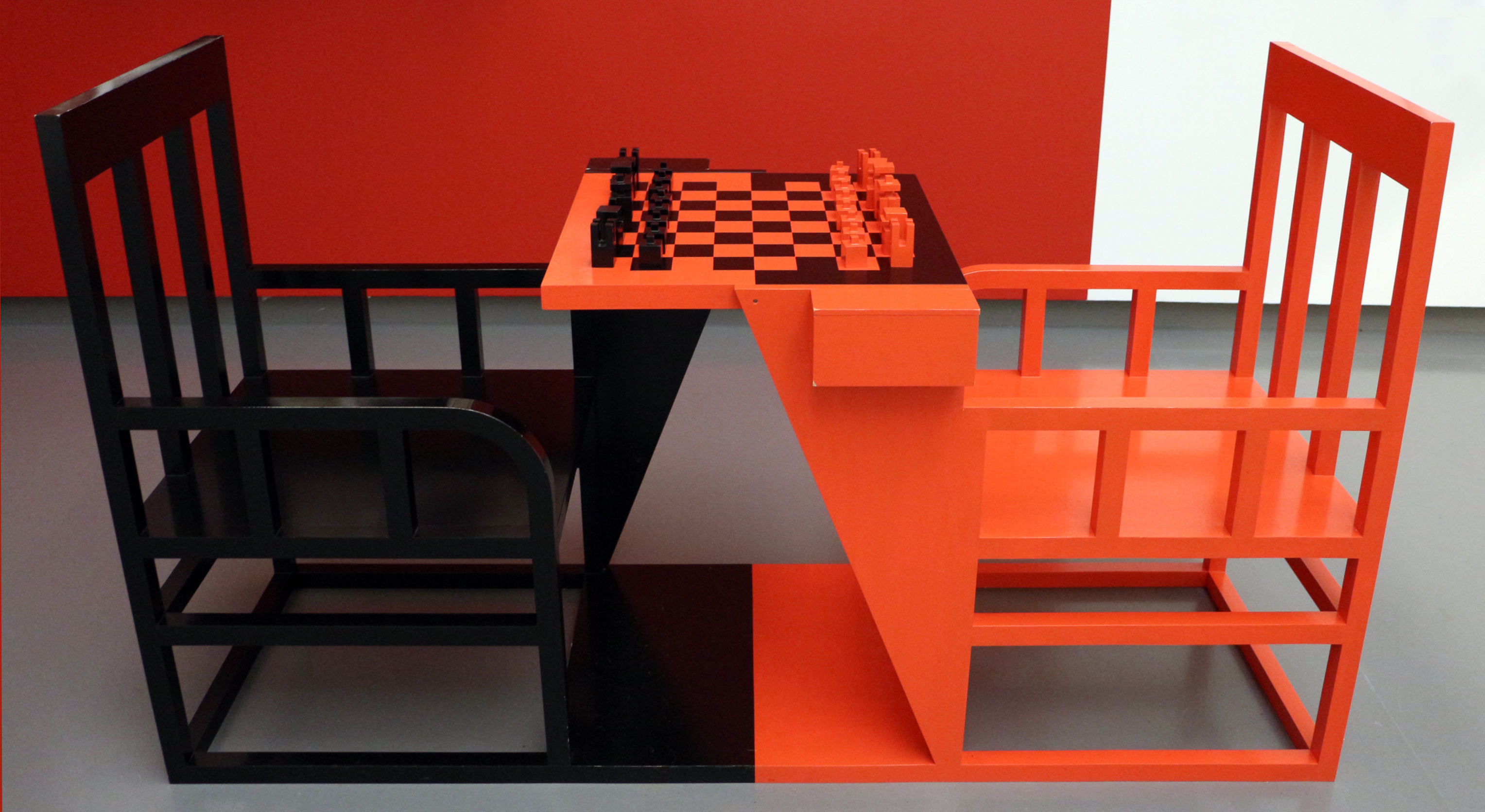
Konstruktivism. Aleksandr Rodtjenko, Sjachmatnyj stol' (Шахматный стол, 'Schackbord'), 1925.
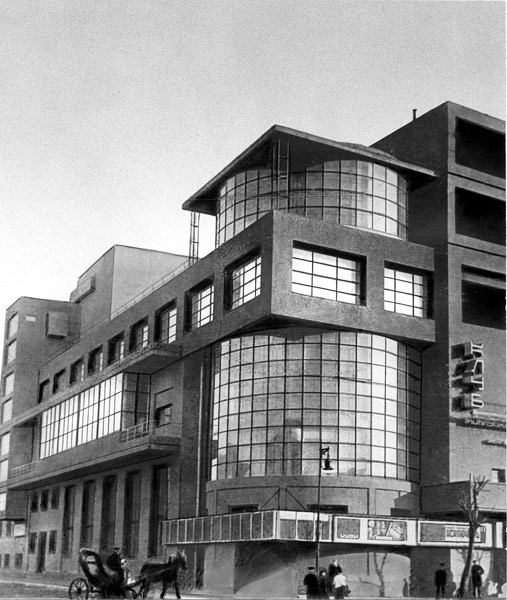
Konstruktivism. Ilja Golosov, Dom kultury imeni X.M.Zueva (Дом культуры имени С.М.Зуева, 'Kulturhuset S.M. Zuev'), 1926.